# فيروس كورونا الكلبي
فيروس كورونا الكلبي أو فيروس كورونا الكلاب هو فيروس رنا مفرد السلسلة موجب الدلالة مغلف ينتمي إلى النوع فيروس كورونا ألفا 1، ويسبب مرضا معويا شديد الإعداء في الكلاب عبر العالم. يدخل هذا الفيروس إلى الخلية عبر الارتباط بالمستقبل أمينو ببتيداز الألانين. هذا الفيروس عضو في جنس فيروس كورونا ألفا والجنس الفرعي فيروس تيغاكو.

## إصابة البشر
حللت دراسة نُشرت في 20 مايو 2021 عينات من ثمانية مرضى مصابين بالتهاب رئوي (سبعة منهم أطفال) في مستشفيات سيبو وكابيت بماليزيا مأخوذة بين عامي 2017 و2018 ووجدت فيروس كورونا جديدًا. فيروس كورونا هذا هو سلالة من فيروس كورونا الكلبي (CCoV) وتمت تسميته CCoV-HuPn-2018 [الإنجليزية] ووُجد أن له أوجه تشابه عديدة مع فيروس كورونا السنوري وفيروس التهاب المعدة والأمعاء الساري الخنزيري وبعض فيروسات كورونا البشرية المرتبطة بالسارس، ويعتقد أن الفيروس ربما خضع لتأشيب جيني لتحقيق هذه السمات. إذا تم تأكيد علاقة هذه السلالة بأمراض بشرية، فستصبح ثامن فيروس كورونا معروف بأنه يسبب المرض للإنسان.